# Documento Especial
Documento Especial (com subtítulo: "Televisão Verdade") foi um programa jornalístico brasileiro exibido entre os anos de 1989 e 1998 em diversas emissoras de televisão. Foi apresentado como um formato inovador por apresentar de maneira nua e crua os acontecimento em formato documentário.

## Antecedentes
O formato do programa jornalístico surgiu a partir de uma discussão entre Nelson Hoinnef, então editor-chefe do “Segunda Edição“, e seu chefe imediato, que era o diretor executivo de jornalismo da Manchete, Mauro Costa. A partir disso, Hoinnef pediu demissão da emissora, mas Pedro Jack Kapeller não aceitou, e encomendou ao jornalista um projeto novo. 
A ideia do programa de reportagens surgiu a partir da observância de que, mesmo com a abertura política e o fim da censura, as reportagens se encontravam em lugar comum (sem aprofundar e sair do básico imposto pela ditadura), além de estar extremamente irritado com o elitismo imposto na Rede Manchete que não mostrava as mazelas da população brasileira.  Eu quis criar um projeto que era a antítese da Manchete. Peguei uma folha de papel e, do lado direito, coloquei tudo que me incomodava na Manchete e, do lado esquerdo, o contrário disso. Exemplo: me incomodava não poder falar sobre gente feia, e do lado esquerdo escrevia: farei um programa que vai falar sobre gente feia. Entreguei o projeto, o Jaquito me deu um mês e foi feito um piloto

## Formato
Com um formato similar ao consagrado Globo Repórter e ao 60 Minutes, o Documento abordava semanalmente um assunto pertinente à vida da sociedade, mas tinha uma notável diferença na linguagem: se despia dos limites estéticos da atração global, e de outras atrações do gênero da própria Manchete, como o Programa de Domingo.
O jornalístico se propunha a ir muito além do que normalmente os programas jornalísticos mostravam na TV, dando prioridade para assuntos polêmicos, guetos, submundos, e cenas ultrarrealistas. A proposta era mostrar a verdade nua e crua. Para marcar esse posicionamento, adotou desde a estreia a assinatura “Televisão Verdade”.

## Exibição

### Rede Manchete (1989-1992)
O programa estreou numa quarta-feira ás 23h30, com a carga da reportagem nua e crua, numa linguagem de documentário estilo cinema verité, Documento Especial abordou a prostituição, os travestis, o suicídio, as drogas, a marginalidade das ruas e a criminalidade em várias manifestações.Problemas, situações e personagens em geral apagados do belo país imaginário construído pela Rede Globo - em que os pobres são classe média, e a classe média mora como classe alta - tiveram direito à imagem e a palavra. A repercussão do programa, além das reportagens contriubuiu através da mudanças para as sextas-feiras após Kananga do Japão primeiramente e do sucesso Pantanal as 22h30 da noite, chegando a liderar com picos de 47 pontos.
Reportagens marcantes deste período foram "Os Pobres vão à Praia", no qual mostrava cidadãos preconceituosos, "Muito Feminina", que trazia questões ligadas ao lesbianismo (um assunto tabu na época), "O Suicídio dos Kaiowá", "Igreja Universal" (uma das primeiras denúncias sobre exploração e de más práticas da entidade religiosa), Ufologia (trazia dois ufólogos discutindo sobre o tema), "Os pobres vão a praia"  e "Vida de Gordo" (o que teve a maior audiência nesta fase), entre outros. Saiu do ar em 1992, quando o contrato com a emissora expirou e não foi renovado pois a emissora passou por uma das maiores crises financeiras da Manchete e que cul minaria no mês seguinte na sua fracassada venda para o Grupo IBF, Nelson Hoineff aceitou o convite de Silvio Santos para transferir o programa para o SBT. 
Foi substituído por uma versão genérica chamada Manchete Especial: Documento Verdade, que durou menos de 1 ano, pois não obteve o mesmo sucesso.  

### SBT (1992 -1995)
O programa migrou para emissora criada por Silvio Santos e liderada à época por Luciano Callegari com a promessa de ampliar o sucesso do programa. A abordagem continua similar, porém um pouco mais leve do que na emissora anterior, por ser uma emissora popular, mas mesmo assim não deixou de a causar controvérsia. O primeiro episódio desta nova fase seria "O País da Impunidade", onde abordaria o Caso Collor, repercutindo as denúncias e o impeachment que estava próximo, porém, o episódio foi censurado por medo da repercussão com o ainda presidente Fernando Collor de Mello, que já havia feito censura contra a novela O Marajá.  Com isso, o primeiro episódio foi sobre "Saudade".  Ainda neste período, um dos programas mais polêmicos foi "A Cultura do Ódio", que rendeu processos contra a sua equipe alegando apologia ao nazismo, além da acusação que as entrevistas com neonazistas eram forjadas com pessoas famosas e políticos. Após isso o programa decidiu investir em reportagens conceituais, como ""Orgulho Gay"", ""Condomínios"" "Vidas Secas", que inclusive venceu alguns prêmios internacionais.  .Em 1995, Hoineff se desentendeu com o SBT, alegando censura por parte da emissora em alguns temas e assim com propostas da CNT, BAND e até da Rede Globo (mas não para o programa), seguiu para Rede Bandeirantes. O SBT aproveitou e lançou no mesmo ano, o SBT Repórter.

### Band (1997-1998)
Depois de quase dois anos fora do ar, o Documento Especial retorna, desta vez na Band, onde ficou no ar por cerca de dez meses. Não houve o mesmo impacto de suas fases anteriores e nem reportagens marcantes (mesmo com a segunda parte de Os Pobres Vão a Praia II), o que culminou em seu cancelamento em 19 de outubro de 1998.

## Repercussão
O programa quebrou paradigmas por ser fora do comum do jornalismo, sendo tachado com Sensacionalista por apresentar o chamado mundo-cão, mas criou filhotes como SBT Repórter, Na Rota do Crime, mudanças no Globo Repórter e até no Fantástico.
Em 2007, após quase 10 anos da interrupção do programa, o Canal Brasil passou a veicular as reportagens históricas do programa, inclusive o inédito "O País da Impunidade" realizado em 1992, no SBT e nunca exibido. 
Em 2015, foi criado um canal do Youtube, onde foi publicado todas as reportagens do programa, causando reações e repercutindo de maneira incrível o jornalístico, apontando a coragem e a força do programa 
O jornalista Nelson Hoineff, em entrevista para o site "TV História", refletiu sobre o programa e sua repercussão de um trabalho árduo e desafiador e se ele se enquadraria no dias atuais: "Eu não sei se teria [Documento especial hoje em dia] por dois motivos. O primeiro seria o custo do programa e o segundo seria a inteligência do programa. ‘Documento’ era um programa muito inteligente e a televisão está cada dia mais burra. O nível de certos programas é assustador. Gosto de procurar e assistir coisas novas e fica espantado com o nível de tudo que vejo. E eu exijo muita liberdade e hoje essa liberdade não é mais dada a ninguém. Mas até hoje batalho para o programa voltar ao ar. 
""Hoje o programa é praticamente  inexistente devido problemas judiciais, alegações de censuras e perseguições como um todo. A ousadia que a cúpula da Manchete teve, com um olhar aguçado, em um país recém saído da ditadura militar, foi responsável pelo estilo jornalístico mais informal que só começou a ser mais explorado no Brasil em meados de 2004."